# Kläppen norra
Kläppen norra är en bebyggelse  i Åre kommun i Jämtland, belägen strax väster om centrala Åre i Åre distrikt (Åre socken). Området klassades till 2010 som en småort. Från 2015 räknas den som en del av tätorten Åre.